# Bin El Ouidane
Bin El Ouidane (franska: Bin El Ouidane (CR), Bin El Ouidane (Commune Rurale), arabiska: انركي) är en kommun i Marocko.   Den ligger i provinsen Azilal och regionen Béni Mellal-Khénifra, i den nordöstra delen av landet, 210 km söder om huvudstaden Rabat. Antalet invånare är 5 690.